# Slatina (gmina Knjaževac)
Slatina (cyr. Слатина) – wieś w Serbii, w okręgu zajeczarskim, w gminie Knjaževac. W 2011 roku liczyła 90 mieszkańców.